# Michaił Babuszkin
Michaił Siergiejewicz Babuszkin, ros. Михаи́л Серге́евич Ба́бушкин (ur. 24 września?/6 października 1893, zm. 18 maja 1938) – radziecki lotnik polarny, Bohater Związku Radzieckiego (27 czerwca 1937).

## Życiorys
Urodził się w wiosce Bordino (przyłączonej do Moskwy w 1960). Służbę wojskową w armii rosyjskiej rozpoczął w 1914 roku. W 1915 roku ukończył szkołę lotniczą w Gatczynie (jedna z pierwszych tego typu placówek w Rosji), po czym służył w niej jako instruktor. Podczas wojny domowej walczył w 1920 w oddziale partyzanckim na Dalekim Wschodzie, a od 1921 powrócił do zajęcia instruktora w szkole w Gatczynie. Po demobilizacji, od 1923 roku służył w radzieckim lotnictwie cywilnym, biorąc udział w lotniczych ekspedycjach arktycznych. Uczestniczył w wyprawach ratunkowych ekspedycji Umberto Nobilego w 1928 i załogi SS „Czeluskin” w 1933. Jako pierwszy wysunął pomysł użycia do rozpoznania sytuacji lodowej wodnosamolotów bazujących na lodołamaczach. 21 maja 1937 wchodził jako drugi pilot w skład załogi M. Wodopianowa, która jako pierwsza wylądowała na biegunie północnym, dla urządzenia stacji polarnej „Biegun Północny-1" (Северный полюс-1). Za to, 27 czerwca 1937 nadano mu tytuł Bohatera Związku Radzieckiego. W latach 1937-38 brał udział w poszukiwaniach Zygmunta Lewoniewskiego. Zginął 18 maja 1938 roku w katastrofie lotniczej koło Archangielska. Pochowany na cmentarzu Nowodziewiczym.
Michaił Babuszkin był kawalerem Orderu Lenina, Orderu Czerwonego Sztandaru (za ekspedycję ratunkową gen. Nobilego) i Orderu Czerwonej Gwiazdy (za ekspedycję ratunkową „Czeluskina”). Dzielnica Moskwy, na terenie której się urodził, oraz tamtejsza stacja metra zostały nazwane na jego cześć.